# Hyattella hancocki
Hyattella hancocki är en svampdjursart som först beskrevs av Dickinson 1945.  Hyattella hancocki ingår i släktet Hyattella och familjen Spongiidae. Inga underarter finns listade i Catalogue of Life.